# 阿宰勒费龙城堡

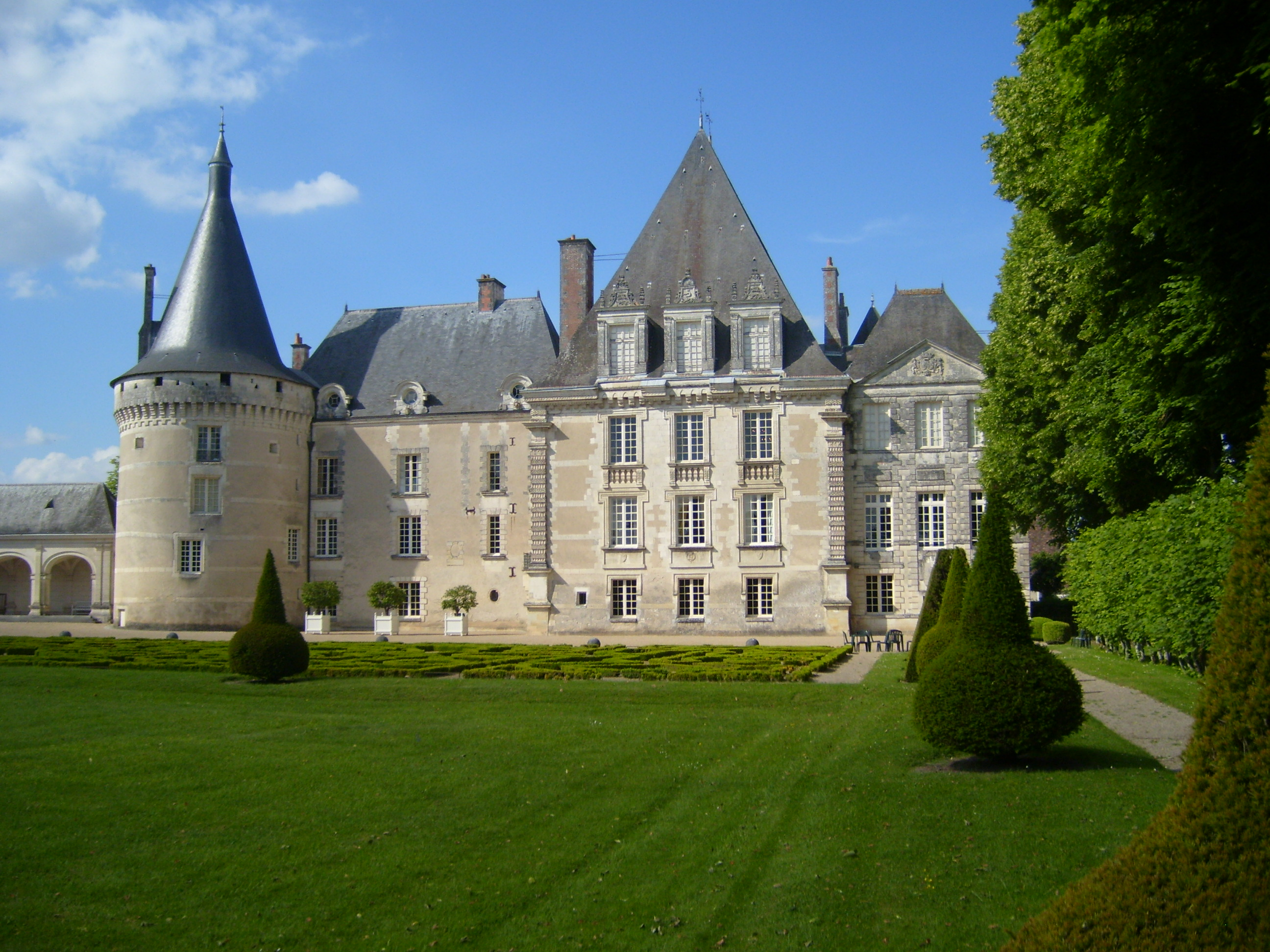
阿宰勒费龙城堡

阿宰勒费龙城堡（Château d'Azay-le-Ferron）是一座 15 世纪的城堡和17世纪的庄园，位于法国安德尔省西部勒布朗区的市镇阿宰勒费龙。它拥有一个法式园林，历史可追溯至 17 世纪，在19世纪和 20 世纪重修。内部布置丰富。城堡归图尔市所有，对公众开放。 
1950年，阿宰勒费龙城堡列为法国历史遗迹。